# Кератомаляция
Кератомаляция — заболевание глаз, результирующее в сухости роговицы. Одной из главных причин его возникновения является недостаток витамина A.

## Протекание
Кератомаляция проявляется на третьей стадии авитаминоза А. Болезнь, как правило поражает оба глаза, внизу возникает ксероз конъюнктивы, а затем роговицы, которая становится мутной. Желто-серое помутнение располагается в строме роговицы. Изменения быстро переходят от поверхностных слоев к глубоким. Одновременно с помутнением начинается процесс распада роговицы. В течение 1—2 суток может наступить полное разрушение роговицы и выпадение радужки. В связи с нечувствительностью роговицы, распад ткани происходит безболезненно.
Обычно заболевание затрагивает также остальные эктодермальные структуры, которые проявляются сухостью и ороговением кожи, возникает потускнение, ломкость и выпадение волос, сухость слизистой полости рта с охриплостью, развиваются бронхиты.